# Municipio de Huitiupán
El municipio de Huitiupán es un municipio mexicano que se ubica al norte del estado de Chiapas, su cabecera es la localidad del mismo nombre. Se ubica en las Montañas del Norte de Chiapas por lo que predomina el relieve montañoso, sus coordenadas geográficas son 17º10" N y 92º41" W. Su altitud es de 290 m s. n. m. Población total, 2010 22,536.
Limita al norte con el Estado de Tabasco, al este con el municipio de Sabanilla, al sur con Simojovel de Allende, al oeste con Pueblo Nuevo Solistahuacán, Amatán e Ixhuatán.

## Geografía física

### Extensión

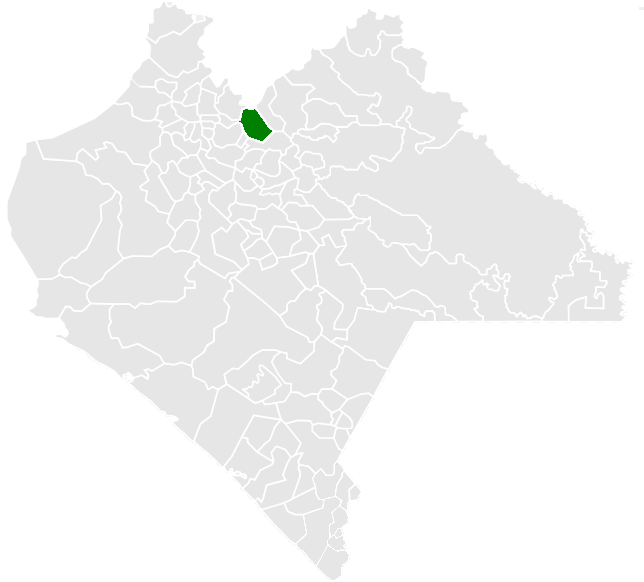
Municipio de Huitiupán-Chiapas

Su extensión territorial es de 149.00 km² que representa el 2.44% de la superficie de la región Norte y el 0.19% de la superficie estatal.

### Orografía
El norte y noreste del municipio están constituidos por terreno montañoso, y comprende el 90% del territorio y el restante 10% que está al oriente por terrenos accidentados que rematan en explanadas.

### Hidrografía
Los recursos hidrológicos con que cuenta el municipio es el río Catarina o Almandro.

### Clima
Su clima es cálido húmedo con lluvias en Verano, en la cabecera municipal la temperatura media anual es de 12.9 °C y una precipitación pluvial de 1,260 milímetros anuales.

## Demografía
En el censo de 2020 el municipio de Huitiupán contaba con 93 localidades.
| Código INEGI      | Localidad                  | Población (2020) |
| ----------------- | -------------------------- | ---------------- |
| 070390001         | Huitiupán                  | 3 508            |
| 070390095         | Zacatonal de Juárez        | 1 349            |
| 070390016         | La Competencia             | 1 321            |
| 070390035         | José María Morelos y Pavón | 1 321            |
| 070390085         | Sombra Carrizal            | 1 133            |
| 070390033         | Huanal                     | 1 011            |
| Otras localidades | Otras localidades          | 18 250           |
| Total municipal   | Total municipal            | 27 893           |

## Flora y fauna
La vegetación del municipio corresponde al tipo de selva alta, en la cual se encuentran una diversidad de especies tales como: ceiba, cedro, caoba, hormiguillo, guanacaste, zapotillo ocote y mirasol.
La fauna del municipio está compuesta por una gran variedad de especies de las cuales sobresalen las siguientes: mapache, ardilla, tuza, ceiba, venado, loro, cotorra, clarín, tórtola, boa, iguana de ribera, tortuga plana, tortuga cocodrilo y jabalí.

### Recursos naturales
Características y uso de suelo	el municipio está constituido geológicamente por terreno cretácico superior, terciario oligoceno y terciario oceno, el tipo de suelo predominante es livosol y su uso principal es pastizal, agrícola y selva y la totalidad del territorio es de propiedad ejidal.
Monumentos Históricos	
Templo parroquial del siglo XVIII y palacio municipal.

## Fiestas y tradiciones
feria grande del pueblo el tercer viernes de cuaresma en honor al señor de tila fiesta esperada por todo el pueblo de huitiupan, Señor de Esquipulas y la Virgen de la Asunción.

### Artesanías
En el municipio se elaboran artículos de palma y cerámica, tales como: ollas, comales, mecapales. También textiles de lana, algodón y artículos de madera.

## Gastronomía
En el municipio se acostumbra comer mole de guajolote, sopa de pan y pollo pebre; dulces de durazno y agua de misela de frutas. También de puede disfrutar del delisioso satzt con chile (el satzt es una larva que se come en esta región). 
El foltuluk, es el nombre en Zotzil que traducido al castellano quiere decir "cabeza de jolote" de un riquizimo manjar de verduras que se consume en consome, se puede acompañar de unos frijoles de la olla, una sopa de arroz, etc. Así como también el Cacate este fruto se da en unos árboles, en zonas de clima frías o templadas; son de corteza gruesa y para poder consumirla es necesario cocerla en agua con sal, para posteriormente poder comerlo con un vaso de pozol.

## Turismo
El principal atractivo turístico es el arroyo Nayuem. Se ubica en el ejido Lázaro Cárdenas a 35 kilómetros de Huitiupán. Itzantun (cerro de Antonio), Ruinas de iglesia frailesca, el túnel El Derrumbadero.

## Historia
En la época Prehispánica, la región donde se ubica el municipio de Huitiupán se encontraba dividida en pequeñas provincias. Conviviendo con las comunidades tzeltales se asentaron algunas etnias de habla náhuatl, quienes dieron nombre a Huitiupán, que en dicha lengua significa: "Lugar del templo grande". Desde épocas anteriores de la Conquista, Huitiupán fue importante productor de cacao. Las primeras noticias que se tienen, después de la llegada de los españoles, es la visita, en 1524, de Luis Marín, primer conquistador de Chiapas. El primer nombre español de la cabecera fue Asunción Huitiupán, que es identificada en 1580 como la sede de un convento franciscano, y su primer encomendero, Francisco De Oleta. Durante el siglo XIX, Huitiupán fue un importante productor de ganado, algodón y tinta de añil. Fue a finales de ese siglo cuando se introdujo el cultivo del café. El 28 de febrero de 1935, desciende a agencia municipal, restituyéndosele la antigua categoría de Municipio libre el 8 de mayo de 1935.

### Acontecimientos relevantes
- 1580 Se le identificó a Huitiupán ya como la guardianía franciscana. Su primer encomendero fue don Francisco de Oleta.
- 1768 El 19 de junio, se hizo la primera división territorial interna de la provincia de Chiapas, estando este dentro de la Alcaldía Mayor de Ciudad Real.
- 1774 Figura dentro de la lista de pueblos y sus anexos de la segunda visita que hiciera el Obispo de Chiapas, fray Juan Manuel García Vargas, en el valle de Ciudad Real y provincias zendales con el nombre de curato de Güeitiupam y como cabecera de las aldeas de Santa Catarina, San Pedro Güeitiupam, Simojovel, Moyos, Plátanos, La Sabanilla y Amatán.
- 1883 El 13 de noviembre, se divide el estado en 12 departamentos siendo este parte del de Simojovel.
- 1915 Desaparecen las jefaturas políticas y se crean 54 municipios libres, estando este dentro de esta primera remunicipalización como una agencia de Simojovel.
- 1918 Se le da la categoría de municipio libre.
- 1935 El 28 de febrero, pretextando el bajo nivel económico del municipio y su enorme atraso social, se le desciende a la categoría de agencia municipal, pasando a formar parte del municipio de Simojovel de Allende. El 8 de mayo de 1935 el coronel Victórico R. Grajales, Gobernador del Estado le restituye su antigua categoría de municipio libre.
- 1964 Se introduce la red de energía eléctrica. En los años setenta se inician los estudios del proyecto hidroeléctrico de Itzantun en el lugar llamado la boquilla, mismo que finalmente se canceló, pero ocasionó que no se hiciera infraestructura importante en virtud que serían inundados.
- 1983 Para efectos de planeación se ubica en la región V Norte.